# Golfo de Hammamet
El golfo de Hammamet (árabe: خليج الحمامات), es un amplio golfo ubicado en la costa noreste de Túnez, más concretamente, al sur de la península de cabo Bon, en el mar Mediterráneo. Limita al norte con el cabo Maamoura Ras, cerca de la ciudad de Béni Khiar, y al sur con la ciudad de Monastir. La ciudad de Hammamet (63 116 hab. en 2004), en el norte, le da su nombre.
Las principales ciudades a lo largo del golfo de Hammamet son Nabeul (56 387 hab. en 2004), Hammamet, Hergla (6 332 hab.), Chott Meriem, Susa (173 047 hab.) y Monastir (71 546 hab.), que son todas ciudades turísticas.
En sus aguas hay una importante fauna marina, destacando los atunes y las esponjas, por lo que la actividad pesquera también es importante.

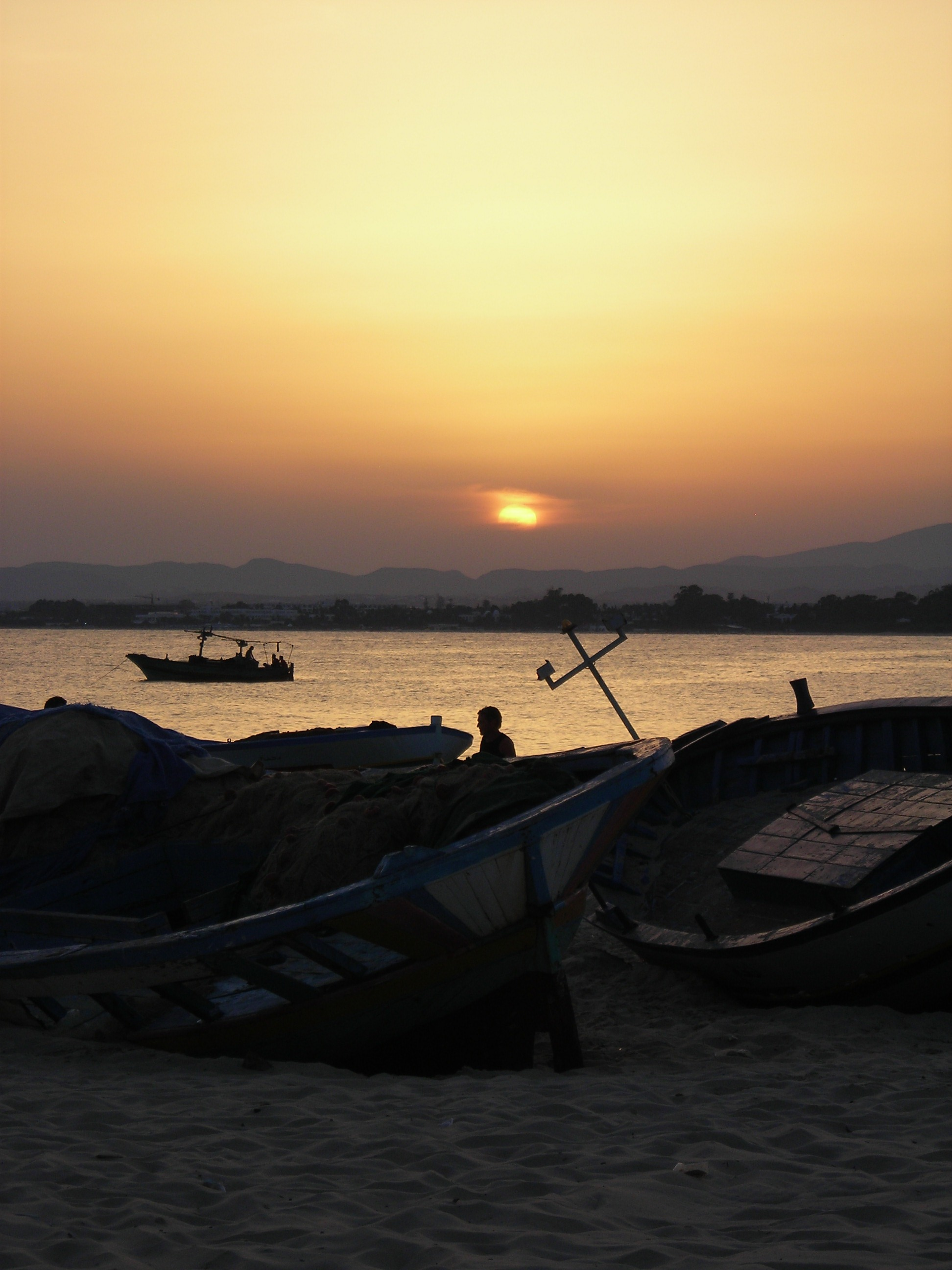
Atardecer en el golfo de Hammamet.

- Datos: Q1324470
- Multimedia: Gulf of Hammamet / Q1324470